# Cuestión de gustos
Cuestión de gustos es el cuarto álbum de estudio de la banda española de pop punk Pignoise. Salió a la venta en octubre de 2007 junto a su primer sencillo «Sigo llorando por ti», con la discográfica DRO, al igual que anteriores trabajos.
Dani Alcover, productor del álbum, definió la evolución del grupo de esta manera: «Desde mi punto de vista, el grupo ha experimentado una evolución clara en el aspecto técnico, los tres como músicos han mejorado notablemente su interpretación. Álvaro ha investigado nuevos caminos en la composición, llegando a un punto de madurez creativa por encima del disco anterior Anunciado en televisión».[cita requerida]
Uno de los aspectos de este álbum fue la posibilidad de cambiar la portada, pudiendo poner la portada original o las alternativas, que muestran la cara de cada uno de los miembros de la banda.

## Listado de canciones
1. «Sigo llorando por ti» - 3:45
2. «Solo hay un lugar» - 3:05
3. «Sin ti» - 3:59
4. «Qué es lo que estamos haciendo» - 3:20
5. «Nadie más» - 2:43
6. «Las cosas que no tengo» - 3:27
7. «No sentar nunca la cabeza» - 3:08
8. «Que no vuelvas» - 3:59
9. «A peor» - 2:59
10. «Solo quiero amor» - 2:56
11. «Yo te espero» - 3:37
12. «Congelado» - 2:54
13. «Por qué» - 2:49

Canciones solamente incluidas en la reedición del álbum:
1. «Nadie es perfecto» - 3:15
2. «Pasar de cuartos» - 3:09
3. «Sube a mi cohete - 3:15

- Datos: Q8352452